# 中川晋
中川 晋（なかがわ すすむ、1946年11月3日-  ）は、日本の経営者。日清食品社長を務めた。香川県出身。

## 来歴・人物
1969年に専修大学経済学部を卒業し、同年に日清食品に入社した。2002年6月に取締役、2004年6月に常務、2007年6月に専務を経て、2008年10月には日清食品ホールディングス専務と日清食品社長に就任した。2010年6月には日清食品ホールディングス副社長に就任し、2013年4月までに社長と兼任した。